# GRID
『GRID』（グリッド）は、2006年1月25日に発売した、m.o.v.eの通算8枚目のオリジナルアルバムである。

## 概要
- 「m.o.v.e」名義としては初のアルバム。
- 4ヶ月連続シングルリリースの4曲全てが収録されている。
- 前作『BOULDER』と同様、通常盤とDVD付盤の2種類がある。
- DVD付盤には、4ヶ月連続リリースの4曲のロードムービー（追加シーンあり）が収録されている。

## 収録曲

### CD
1. GOTHICA (SYMPHONY NO.1)
2. FADED〜色褪せたアルバム
3. Angel Eyes
  - MBS/TBS系『世界バリバリ★バリュー』エンディング曲
4. DISCO TIME
  - ウタカタ10月度 MONTHLY RECOMMENDO/TBS系『エンタメキャッチ』オープニングテーマ
5. WHITE FOX
6. THIS IS MY HEARTACHE
7. NAMIDA 3000
  - セガゲームソフト『頭文字D STREET STAGE』CM曲
  - アーケードゲーム『頭文字D ARCADE STAGE 4』エンディング曲
8. MISHA (SKIT)
9. FREAKY PLANET
10. GIRL (you WANNA MOVE)
11. DISINFECTED GENERATION
  - マイルドセブン JAPAN CROSS GAME MASTERS SBX 2006 イメージ曲
12. 雷鳴-out of kontrol-
  - 第21回東日本女子駅伝大会 テーマ曲
  - アーケードゲーム『頭文字D ARCADE STAGE 4』オープニング曲
13. SAIL AWAY
14. FREAKY PLANET -Rosy Mix- REMIXED By AKIRA YAMAOKA
15. GROOVY PLANET -LONDON STOMP MIX-

### 特典DVD
1. CROSSING TRAIL 〜ROAD MOVIE COMPLETED〜
2. MAKING
3. 頭文字D TALK SESSION
4. ANIMAX SUMMER FES.2005@ODAIBA
  - M-1 『DOGFIGHT』
  - M-2 『GHETTO BLASTER』
  - M-3 『Noizy Tribe』
  - M-4 『Gamble Rumble』
5. AKIRA YAMAOKA iFUTURELIST SPECIAL MOVIE
6. PSP用ゲームソフト「頭文字D STREET STAGE」 SPECIAL MOVIE